# (36878) 2000 SV153
2000 SV153 (asteroide 36878) é um asteroide da cintura principal. Possui uma excentricidade de 0.16227590 e uma inclinação de 5.43284º.
Este asteroide foi descoberto no dia 24 de setembro de 2000 por LINEAR em Socorro.